# Luke Holden
Luke Holden (Liverpool, 24 novembre 1988) è un ex calciatore inglese, di ruolo centrocampista.

## Carriera
Dopo un passato nelle giovanili del Liverpool e del Tranmere Rovers, Holden debutta nel campionato gallese con la maglia del New Saints. Dopo esperienze in Inghilterra con il Cammell Laird e con il Bradford Park Avenue, torna in Galles, al Rhyl, che il 1º settembre 2009 lo manda in prestito per tre mesi al Charlton.